# عادل عوض الله
عادل عوض الله (14 أبريل 1967- 10 سبتمبر 1998) قائد عسكري فلسطيني، من أبرز قادة كتائب الشهيد عز الدين القسام الجناح العسكري لحركة المقاومة الإسلامية (حماس) في الضفة الغربية حتى اغتياله، اتهمته إسرائيل بأنه خلف مقتل العشرات واستمرت إسرائيل بمطاردته حتى اغتياله مع شقيقه عماد عوض الله في عام 1998.

## ميلاده وتعليمه
ولد الشهيد عادل عوض الله، في مدينة البيرة (رام الله) بتاريخ 14/4/1967، ومن ثم درس المرحلة الابتدائية في مدرسة المغتربين والمرحلة الإعدادية في مدرسة البيرة الجديدة وأنهى المرحلة الثانوية في مدرسة الهاشمية. وانتقل الشهيد عوض الله بعد أن انهى المرحلة الثانوية بتفوق وامتياز/ إلى دراسة الرياضيات في كلية العلوم والتكنولوجيا التابع لجامعة القدس- أبو ديس. انتقل إلى جامعة بيت لحم لدراسة اللغة العربية إلا أن الجامعة أغلقت أبوابها مع بداية الانتفاضة الأولى.

## انضمامه إلى حركة حماس وبداياته
انضم الشهيد إلى جماعة الإخوان المسلمين منذ نعومة أظفاره وأصبح قائدا ميدانيا لمدينتي رام الله والبيرة. حيث أصيب عدة مرات في الانتفاضة الأولى بالرصاص الحي والمطاطي إلا أن ذلك لم يمنعه أن يكون في المقدمة دائما، وكان عوض الله أول شخص«شاب» يحمل على الأكتاف في مسيرة نظمتها حركة حماس ويهتف ضد الاحتلال ويعلن عن انطلاقة حركة حماس في ساحات الأقصى المبارك مع بدء الانتفاضة.
واعتقل الشهيد عدة مرات في سجون الاحتلال الصهيوني وقد طورد عدة أشهر قبل أن يلقى القبض عليه من قبل سلطات الاحتلال ويحكم عليه ثلاث سنوات ونصف. صاغ مع مجموعة من إخوانه أول بيان لحركة حماس بعد الضربة الكبيرة التي وجهتها لها سلطات الاحتلال في العام 1991، بعد قضاء محكوميته وهو على باب السجن اعتقل مرة أخرى وحول إلى الاعتقال الإداري.
شارك مع حسن سلامة ومحي الدين الشريف في تنفيذ عمليات الثأر المقدس ردًّا على اغتيال المهندس يحيى عياش عام 1996. وفي أعقاب هذه العمليات، داهمت قوات كبيرة من أجهزة الأمن الفلسطينية منزله وطلبت من عائلته أن يسلم هو وشقيقه عماد نفسيهما، رفض عادل الاستجابة لهم وقال «.. أفضل الشهادة على الرجوع إلى السجن مرة أخرى». وبعد استشهاد المهندس يحيى عياش أصبح عادل المطلوب رقم واحد لدى سلطات الاحتلال والأجهزة الأمنية الفلسطينية التي أخضعت بيت العائلة إلى المراقبة الدائمة.
حاولت الأجهزة الأمنية الفلسطينية بعد اغتيال محيي الدين الشريف إلصاق تهمة اغتيال الشريف بالشقيقين عماد وعادل عوض الله لتغطي على تورطها في تلك العملية، الأمر الذي نفاه عادل في شريط فيديو أرسل إلى وكالة رويتر. تمكن بعدها جهاز المخابرات العامة الفلسطيني من اعتقال القائد عماد في أحد المنازل، فيما بقي عادل حرًا طليقًا.

## نشاطه العكسري
بعد اغتيال يحيى عياش عينته حركة حماس قائدًا لجناحها العسكري في الضفة، وبرز كخليفة لعياش بسرعة كبيرة، ونجح وبمهارة عالية في ترميم وإعادة إحياء الجناح العسكري، وإقامة شبكة متشعبة من الخلايا النشطة، ضمَّ عادل محيي الدين الشريف للعمل معه، وعمل الاثنان معًا على إقامة مشغل متفجرات وتدريب خبراء؛ من أجل تنفيذ عمليات في القدس، وهنا انضم إليه شقيقه عماد الذي أصبح معاونه الأساسي وساعده الأيمن. أسفرت عمليات الثأر المقدس عن مقتل 60 إسرائيلياً، وإصابة 210 آخرين، وكان التخطيط والإشراف مباشرين من حسن سلامة لتنفيذ المهمة التي كلفه بها القائد العام للكتائب محمد الضيف، وكانت العمليات بمدينة القدس وعسقلان وتل أبيب.
ينقل الصحفي الصهيوني عن مصدر أمني في الشاباك قوله "إن عادل عوض الله أبرز قائد ظهر حماس في الضفة الغربية وهو قائد حقيقي أشرف على جهاز واسع جدا من النشطاء في كل الضفة الغربية وربط بينهم وهو شخصية كاريزماتية بشكل غير عادي ونشطاء حماس يكنون له احتراما كبيرا. وقد أعجبوا بفطنته ومهنيته واحترافه" يقول عاموس هرئيل في تحقيق صحفي عن حماس بأن الجهاز العسكري لحماس في الضفة الغربية كان متفرعا في أغلبية المناطق. وفي بعض الأماكن شكل القادة المعتقلون من كتائب الشهيد عز الدين القسام غرفة عمليات.
ويدعي هرئيل بأن محققي الشابك اكتشفوا خططا أثارت الهلع في صفوف قادة أجهزة الأمن (الصهيونية) فيما لو قامت حماس بتنفيذها. ومن ضمن هذه الخطط الكبيرة كما يشير التحقيق «سلسلة العمليات الناسفة الخمسية» بحيث يتم تفجير سيارات مفخخة الواحدة تلو الأخرى في المدن الكبرى وفي يوم واحد وضع إنذار نهائي بعد تنفيذ كل تفجير بان العملية التالية بعد عدة ساعات فقط. إذا لم يتم إطلاق سراح كل المعتقلين في السجون الصهيونية.
كما خطط القائد عادل عوض الله وفق ما يدعيه هرئيل: لأسر عدد كبير من الجنود بهدف المساومة والتفاوض. وقتل ضباط كبار في الجيش وعدد من أعضاء الكنيست والحكومة (الصهيونية) ومع أن التحقيق يرى بأن أجهز الأمن (لدولة الاحتلال) نجحت خلال عدة أشهر من تدمير ما سماه البنية التحتية لحماس في الضفة الغربية إلا أنه يعترف في نفس الوقت بأن حماس أثبتت على مدى السنوات قدرتها على استرداد قوتها بسرعة ملفتة للانتباه وفي هذه المرة أيضا ستسارع في تفعيل وتطوير جهاز وشبكة كالتي تم كشفها وفق ما جاء في كلام وسائل الأعلام الصهيونية.

## اغتياله
بعد أربعة أشهر من التعذيب، تمكن عماد عوض الله من الهروب من سجن أريحا، في عملية اتضح فيما بعد أنها كانت معدّة من قبل السلطة الفلسطينية بالتنسيق مع الاحتلال الصهيوني، الهدف منها الوصول إلى عادل عوض الله، حيث تم غرس جهاز تتبع إلكتروني في جسد عماد. تمكنت وحدات اليمام الخاصة باغتيال الشقيقين القائدين عماد وعادل عوض الله في مزرعةٍ بالقرب من بلدة ترقوميا في محافظة الخليل في العاشر من أيلول/سبتمبر عام 1998، بعد عملية مطاردة استمرت ثلاث سنوات مع قوات الاحتلال الاسرائيلية، ووُجدت آلاف الوثائق والأسماء والنشطاء وأماكن الاختباء وإخفاء الأسلحة، بالإضافة إلى وثائق توثّق العمليات التي نفذت، والأخرى التي خطط لها، وهو ما عدّ كنزًا استخباراتيًّا كبيرًا ومهمًّا للاحتلال الصهيوني. كما احتجز الاحتلال جثمان الشقيقين في مقبرة الأرقام (ريفيديم).
بعد الاغتيال، يروي الكاتب رونين بيرغمان في كتابه "انهض واقتل أولا": طلب نتنياهو من أيالون (رئيس الشين بيت) التوجه الى مجمع قيادة السلطة الفلسطينية في رام الله. وفي الليلة نفسها، تم اعتقال كل القادة الناشطين في “حماس” واقتيدوا الى الاعتقال وتبلغت الحركة ان اي نشاط ضد “إسرائيل” سوف يجر الى رد فعل عنيف من السلطة الفلسطينية.
طالبت عائلة عوض الله عبر محاميها الذي انتدبته طيلة السنوات الماضية دليلا واحدا على قتلهما كصورة لجثمانيهما بعد اغتيالهما، لكن سلطات الاحتلال رفضت، كما حظر الجيش الإسرائيلي نشر أية تفاصيل عن عملية الاغتيال رغم احتفاء قادته بها.
وبعد مضى 16 عاماً على استشهاد القائدين عادل وعماد، أفرجت قوات الاحتلال عن جثمانيهما، وشارك آلاف المواطنين في تشييعهما في مدينة رام الله وسط الضفة بمشاركة جماهيرية واسعة من قبل أعضاء في المجلس التشريعي الفلسطيني وقيادات في حركة حماس. جثت الشهيدين لم تتحلل وفق ما ذكرت مصادر طبية في حينه، ورغم مرور 16 عاماً على استشهادهما، لم تتحلل ملابس الشهيدين أيضاً، وزوجة أحد الشهيدين تعرفت على زوجها من القميص الذي كان يرتديه. ومثلت قصة الشهيدين القائدين عادل وعماد عوض الله، في وجهة نظر الكثيرين صفحة قاتمة السواد في سجل سياسة التنسيق الأمني التي انتهجتها أجهزة السلطة مع سلطات الاحتلال.
أطلقت كتائب القسام على مجموعاتها العاملة في رام الله إبان الانتفاضة الثانية اسم مجموعات عادل وعماد عوض الله تخليدًا لذكراهما.

## حياته الشخصية
تزوج عادل عوض الله عام 1989، وعنده من الأبناء مؤمن وفداء الدين ومحمد، والابنة ندى.

## وصلات خارجية
- 1998 في مقابلة أولى وحصرية مع زعيم حركة حماس أحمد ياسين | أوشرات كوتلر
- كيف إصطاد “الشين بيت” الأخوين عوض الله | 180Post
- مظاهرات فلسطينية منددة باغتيال عادل وعماد عوض الله
- تشييع جثماني الشهيدين الشقيقين عماد وعادل عوض الله | رؤيا